# Нерелигиозност
Нерелигиозността (безверието или ирелигията) е отсъствието на религиозни убеждения, което може да варира от равнодушие, неприемане, до активно противопоставяне на религиите.
Когато се характеризира като отхвърляне на религиозната вяра, тя обхваща атеизма, агностицизма, деизма, религиозното дисидентство, и светския хуманизъм. Когато се характеризира като липсата на религиозни убеждения, тя може да включва и пандеизма, игностицизма, нетеизма, пантеизма, панентеизма и свободомислие. Когато се характеризира като безразличие към религията, тя е известна като апатеизъм. Когато се характеризира като враждебност към религията, тя обхваща антитеизма, антирелигията и мизотеизма.